# Junonia orithya
Junonia orithya is een vlinder uit de familie Nymphalidae. De wetenschappelijke naam van de soort werd in 1758 als Papilio orithya gepubliceerd door Carl Linnaeus.

## Kenmerken
De spanwijdte bedraagt ongeveer 4 tot 6 cm.

## Verspreiding en leefgebied
Deze vlindersoort komt voor in Afrika, Zuidoost-Azië en Australië van zeeniveau tot 2500 meter hoogte in hete en droge gebieden.

## Waardplanten
De waardplanten zijn van de geslachten Antirrhinum, Angelonia en Buchnera uit de familie Scrophulariaceae en Thunbergia alata, Hygrophila salicifolia, en soorten van de geslachten Asystasia en Pseuderanthemum uit de familie Acanthaceae.